# Aeroportul Franco Bianco
Aeroportul Franco Bianco (IATA: SMB, ICAO: SCSB) este un aeroport din Regiunea Magallanes și Antartica Chileană, Chile ce deservește zona Cerro Sombrero⁠(d). Aeroportul a fost tranzitat în 2021 de 5 pasageri.
Situat la o altitudine de 31 m, aeroportul dispune de o singură pistă.